# Burak Deniz
Burak Deniz (* 17. Februar 1991 in Istanbul) ist ein türkischer Schauspieler und Model.

## Leben
Burak Deniz kam in Istanbul auf die Welt und wuchs in Izmit auf. Er besuchte die 50 Yil Cumhuriyet Grundschule und später die Gazi-Oberschule. Deniz studierte Kunstgeschichte an der Çanakkale Onsekiz Mart Üniversitesi.
Popularität erlangte er durch seine Rolle als Murat in der türkischen Fernsehserie Aşk Laftan Anlamaz und später als Bariş in Bizim hikaye.

## Filmografie

### Fernsehserien
- 2011: Kolej Günlüğü
- 2012: Sultan
- 2013–2015: Kaçak
- 2015: Medcezir
- 2016: Gecenin Kraliçesi
- 2016–2017: Aşk Laftan Anlamaz
- 2017–2019: Bizim hikaye
- 2021: Maraşli
- 2022: Die ahnungslosen Engel
- 2023–2024: Bambaşka Biri
- 2023–2024: Şahmaran
- seit 2024: Bir gece Masalı

### Filme
- 2018: Arda
- 2022: Gidenler
- 2025: Umami